# Siciliomeris dionysii
Siciliomeris dionysii är en mångfotingart som beskrevs av Pius Strasser 1961. Siciliomeris dionysii ingår i släktet Siciliomeris och familjen klotdubbelfotingar. Inga underarter finns listade i Catalogue of Life.